# Natascha Keller
Natascha Keller (Berlin, 3. srpnja 1977.) je njemačka hokejašica na travi. 
Svojim igrama je izborila mjesto u njemačkoj izabranoj vrsti. 

## Sudjelovanja na velikim natjecanjima
Na SP-u 2002. je osvojila 7. mjesto.